# James Conley
James Douglas Conley, né le 19 mars 1955 à Kansas City (Missouri), est un évêque catholique américain, évêque de Lincoln dans le Nebraska, depuis 2012.

## Formation
James Conley est baptisé et élevé dans une famille protestante presbytérienne, de Carl (mort en 2006) et Betty Conley. Ses parents adoptent une fille, Susan (née en 1962). La grand-mère paternelle de James Conley descend d'une tribu indienne, les Weas. Sa famille s'installe à Denver lorsqu'il a à peine deux ans, puis à Arvada, en 1959.
Conley va à l'école à Arvada avant de déménager à Overland Park (Kansas), à l'âge de 8 ans. Conley est un ami d'enfance et camarade de classe de Paul Coakley qui deviendra évêque de Salina, en 2004, puis en 2011 archevêque d'Oklahoma City. James Conley est diplômé de la Shawnee Mission West High School en 1973, puis entre à l'université du Kansas ; il fait des humanités classiques avec littérature anglaise et grec et latin. Ses cours de grec et de latin le conduisent à se convertir au catholicisme, le 6 décembre 1975.
James Conley obtient un bachelor's degree en littérature anglaise de l'université du Kansas, en 1977, puis il travaille dans le secteur de la construction à Kansas City avant de voyager en Europe. Comme son ami Paul Coakley, il envisage une vocation monastique à l'abbaye Notre-Dame de Fontgombault en France, mais il retourne aux États-Unis en 1978, et travaille à la ferme d'un ami, près de Courtland dans le Kansas. Après la visite apostolique du pape Jean-Paul II aux États-Unis en 1979, il se décide à se préparer à la prêtrise et entre au séminaire d'Erlanger dans le Kentucky en 1980, puis il étudie au séminaire de Mount St. Mary's University à Emmitsburg, dans le Maryland dont il obtient un Master of Divinity en 1985.

## Prêtre
Conley est ordonné prêtre pour le diocèse de Wichita, le 18 mai 1985 et sert comme vicaire à la paroisse Saint-Patrick de Wichita. En 1989, il est envoyé par son évêque, Mgr Gerber, poursuivre ses études à Rome à l'Académie alphonsienne, qui dépend de l'université pontificale du Latran, dont il obtient une licence en théologie morale.
À son retour aux États-Unis en 1991, Conley devient aumônier du Newman Center de l'université d'État de Wichita et directeur diocésain du bureau pour le respect de la vie (Respect Life). Ses parents se convertissent aussi au catholicisme en 1991, et c'est lui qui leur administre le sacrement de la confirmation.
En 1996, il retourne à Rome pour travailler à la Congrégation pour les évêques de la curie ; il est en même temps aumônier de la filiale romaine de l'Université de Dallas (1997-2003) et professeur adjoint de théologie de la filiale romaine du Christendom College (2004-2006). Il est élevé au rang honorifique de chapelain de Sa Sainteté par Jean-Paul II, le 9 février 2001. Il retourne au diocèse de Wichita en 2006, comme curé de l'église du Saint-Sacrement.

## Évêque

### Évêque auxiliaire de Denver
Le 10 avril 2008, Mgr Conley est nommé évêque auxiliaire de Denver et évêque titulaire (in partibus) de Cissa (de) par Benoît XVI. Il est consacré le 30 mai suivant par Mgr Charles Chaput O.F.M. Cap., à la cathédrale de l'Immaculée-Conception de Denver. Il prend comme devise Cor ad cor loquitur, prise du cardinal Newman, converti aussi au catholicisme.
À propos de la proposition de loi sur la santé (Affordable Health Care for America Act) de novembre 2009 (qui n'a finalement pas été votée), Mgr Conley déclare que les évêques catholiques « ont simplement peu de choix, mais que ce sont des priorités importantes. Premièrement, tout le monde devrait avoir accès aux soins de santé de base, même les immigrés...Deuxièmement, la réforme devrait respecter la dignité de chaque personne, de la conception à la mort naturelle... Troisièmement,  toute réforme réelle dans le domaine de la santé nécessite d'inclure des clauses de conscience explicites et à toute épreuve pour le personnel médical et les institutions qui ne doivent pas être obligés de violer leurs convictions morales. Quatrièmement, même si cela paraît tellement évident que ce n'est pas toujours précisé, toute réforme doit être économiquement réaliste et financièrement durable ».
En septembre 2011, lorsque Mgr Chaput est nommé au siège de Philadelphie, Mgr Conley devient administrateur apostolique de l'archidiocèse de Denver, jusqu'en juillet 2012, lorsque Mgr Samuel Aquila (évêque de Fargo) devient le successeur de Mgr Chaput.

### Évêque de Lincoln
Benoît XVI nomme Mgr Conley évêque de Lincoln, le 14 septembre 2012, succédant à Mgr Bruskewitz. Il est installé le 20 novembre suivant en la cathédrale du Christ-Ressuscité,.
Le 13 décembre 2019, le diocèse de Lincoln annonce que Mgr Conley a demandé et obtenu du Saint-Siège d'être temporairement déchargé de sa fonction épiscopale pour raisons médicales. Dans une lettre adressé à ses diocésains, il explique devoir être traité pour une dépression. Pour faire face à cette indisponibilité, le Saint-Siège nomme Mgr George Lucas, archevêque d'Omaha, administrateur apostolique du diocèse.